# Simon Sears
Simon Sears, född 25 januari 1984 i Roskilde, Danmark, är en dansk skådespelare.
Simon Sears har bland annat medverkat i TV-serien Baby Fever och Reservatet där han spelade de tongivande karaktärerna Mathias respektive Mike.

## Filmografi
- 2022–2024 – Baby Fever (TV-serie)
- 2023 – Bakom varje man (TV-serie)
- 2025 – Reservatet (TV-serie)